# Dmitriev-Lgovski
Dmitriev-Lgovski (en russe : Дми́триев-Льго́вский) est une ville de l'oblast de Koursk, en Russie, et le centre administratif du raïon de Dmitriev. Sa population s'élève à 6 761 habitants en 2016.

## Géographie
Dmitriev-Lgovski est située sur la rivière Svapa, à 88 km au nord-ouest de Koursk et à 439 km au sud-ouest de Moscou.

## Histoire
L'origine de la ville est un ancien village nommé Svapsk, qui fut par la suite appelé Dmitrievskoïé. En 1779, il reçut le statut de ville et fut renommé Dmitriev ou Dmitriev-na-Svape. En 1929, elle devint Dmitriev-Lgovski.
Pendant la Seconde Guerre mondiale, elle est occupée par l'armée allemande le 8 octobre 1941 et libérée par l'Armée rouge le 2 mars 1943.

## Population
Recensements (*) ou estimations de la population
| 1897* | 1926* | 1939* | 1959* | 1970* | 1979*  | 1989*  |
| ----- | ----- | ----- | ----- | ----- | ------ | ------ |
| 6 073 | 4 738 | 7 500 | 8 406 | 9 493 | 10 485 | 11 187 |

| 2002* | 2010* | 2012  | 2013  | 2014  | 2015  | 2016  |
| ----- | ----- | ----- | ----- | ----- | ----- | ----- |
| 8 838 | 7 728 | 7 401 | 7 220 | 7 062 | 6 845 | 6 761 |

## Personnalités
- Alexis Wangenheim (1881-1942) : météorologue né à Dmitriev, où un musée lui est consacré.

## Économie
La principale entreprise de Dmitriev-Lgovski est la société OAO Agropromychlennaïa korporatsiia Dmitrievkonservy (russe : ОАО Агропромышленная корпорация Дмитриевконсервы) : conserves de viande, tomates, jus de fruits, etc.